# Château-Garnier
Château-Garnier è un comune francese di 639 abitanti situato nel dipartimento della Vienne nella regione della Nuova Aquitania.

## Società

### Evoluzione demografica
Abitanti censiti